# Peg Parnevik
Peg Parkevik, nata Ida Josefin Parkevik (Stoccolma, 3 settembre 1995), è una cantante svedese naturalizzata statunitense.

## Carriera
Nata nella capitale svedese, è figlia del golfista Jesper Parnevik e di sua moglie Mia. Ha due sorelle minori, Penny e Philippa, e un fratello minore, Phoenix, con cui è cresciuta a Jupiter, in Florida. Ha frequentato per un anno la Washington and Lee University a Lexington, in Virginia, per poi iscriversi al Savannah College of Art and Design di Savannah, in Georgia.
Nel 2015 la famiglia è stata protagonista del reality show Parneviks, trasmesso sulla rete svedese TV3, che li vede invitare e ospitare una serie di celebrità nella loro proprietà in Florida. Da qui Peg ha ottenuto notorietà, arrivando a firmare un contratto discografico con la Sony Music Sweden.
Il suo singolo di debutto, Ain't No Saint, ha raggiunto la seconda posizione della Sverigetopplistan, la classifica svedese dei singoli, e ha lanciato la sua carriera musicale. Nell'estate successiva ha cantato ad Allsång på Skansen, popolare programma canoro trasmesso da SVT ogni estate. Nell'autunno del 2016 è stata protagonista del reality show di TV3 Peg på turné, che l'ha seguita attraverso la Svezia per promuovere la sua musica. La IFPI Sverige le ha certificato oltre 580 000 unità di vendita, equivalenti a cinque dischi d'oro e cinque di platino.

## Discografia

### EP
- 2017 – Don't Tell Ma
- 2021 – What They'll Say About Us
- 2023 – Om ett par år

### Singoli
- 2016 – Ain't No Saint
- 2016 – We Are (Ziggy & Carola)
- 2016 – Sthlm Nights
- 2016 – New York (Handles Heartbreak Better)
- 2017 – Don't Tell Ma
- 2018 – Loafers
- 2018 – Break Up a Bit
- 2019 – Goodbye Boy
- 2019 – 27 Sorries
- 2020 – Bad Bitch
- 2020 – Not Gonna Be There
- 2020 – Regret It
- 2020 – Never Know Your Name
- 2021 – Somewhere Without Me
- 2021 – My Name
- 2023 – Misslyckad & hatad
- 2023 – Penny
- 2023 – Som en vän (con Bell)
- 2023 – Vart jag mig i världen vänder
- 2023 – Bättre nu (The Wedding)
- 2023 – Vi är tjejer, vi är bäst
- 2023 – Stockholm
- 2023 – The One That I Want
- 2023 – Adios amigos
- 2023 – Hit
- 2024 – Svett
- 2024 – Hus utan speglar
- 2025 – Bäst i världen